# Gare de Montastruc-la-Conseillère
La gare de Montastruc-la-Conseillère est une gare ferroviaire française de la ligne de Brive-la-Gaillarde à Toulouse-Matabiau via Capdenac située sur le territoire de la commune de Montastruc-la-Conseillère, dans le département de la Haute-Garonne, en région Occitanie.
Elle est mise en service en 1864 par la Compagnie du chemin de fer de Paris à Orléans (PO).
C'est une halte voyageurs de la Société nationale des chemins de fer français (SNCF) du réseau TER Occitanie, desservie par des trains express régionaux.

## Situation ferroviaire
Établie à 182 mètres d'altitude, la gare de Montastruc-la-Conseillère est située au point kilométrique (PK) 376,469 de la ligne de Brive-la-Gaillarde à Toulouse-Matabiau via Capdenac, entre les gares de Roquesérière - Buzet et de Gragnague.

## Histoire
La station de Montastruc-la-Conseillère est mise en service le 24 octobre 1864 par la Compagnie du chemin de fer de Paris à Orléans (PO), lorsqu'elle ouvre à l'exploitation la ligne de Toulouse à Lexos,.
Entre 2011 et 2013 est créé une double voies entre Toulouse et Saint-Sulpice-la-Pointe.
En 2014, c'est une gare voyageur d'intérêt régional (catégorie B : la fréquentation est supérieure ou égale à 100 000 voyageurs par an de 2010 à 2011), qui dispose de deux quais, deux abris et une passerelle.
En 2014, selon les estimations de la SNCF, la fréquentation annuelle de la gare était de 108 196 voyageurs, et de 114 424 voyageurs en 2016. Cette fréquentation augmente largement en 2017, s'établissant à 131 496 voyageurs annuels.

## Fréquentation
De 2015 à 2023, selon les estimations de la SNCF, la fréquentation annuelle de la gare s'élève aux nombres indiqués dans le tableau ci-dessous :
| Année                      | 2015    | 2016    | 2017    | 2018    | 2019    | 2020    | 2021    | 2022    | 2023    |
| -------------------------- | ------- | ------- | ------- | ------- | ------- | ------- | ------- | ------- | ------- |
| Voyageurs seuls            | 108 290 | 112 518 | 131 516 | 117 848 | 140 752 | 131 202 | 153 416 | 184 245 | 208 074 |
| Voyageurs et non voyageurs | 135 363 | 140 647 | 164 396 | 147 310 | 175 940 | 164 003 | 191 771 | 230 306 | 260 093 |

## Service des voyageurs

### Accueil
Halte SNCF, c'est un point d'arrêt non géré (PANG) à accès libre.
Une passerelle permet la traversée des voies et l'accès aux quais.

### Desserte
Montastruc-la-Conseillère est desservie par des trains TER Occitanie des relations suivantes :
- Toulouse-Matabiau - Mazamet[10],[11] ;
- Toulouse-Matabiau - Albi-Ville dont la plupart sont prolongés ou amorcés en gare de Carmaux[10],[12].

La gare est également desservie par un train quotidien circulant entre Capdenac et Toulouse-Matabiau.

### Intermodalité
Un parc pour les vélos (3 accroches-vélos et 6 consignes individuelles) y est aménagé. Le stationnement des véhicules est possible à proximité.